# Ecografía 4d
La ecografía 4d o ultrasonido 4d es un procedimiento de diagnóstico que permite realizar una captura del feto en 3 dimensiones, al igual que en la ecografía 3d, pero mostrando en tiempo real lo que está sucediendo.
Gracias a ellos se puede tener una mayor claridad de los rasgos físicos del embrión y poder analizar si se encuentra con todas sus partes bien formadas o si de lo contrario se encuentra con alguna malformación.
También permite analizar el corazón del feto en cámara lenta permitiendo al médico diagnosticar si el bebé sufre una enfermedad cardíaca congénita.
Algo que también hay que destacar de la ecografía 4d es que permite ver nuevas expresiones del feto nunca antes vistas usando la ecografía 2d o 3d como lo son los bostezos, la succión, las sonrisas y los parpadeos.